# Nerw skalisty głęboki

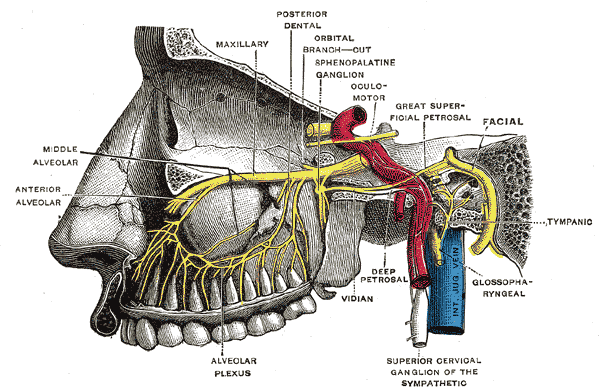
Odgałęzienia nerwu szczękowego oraz nerw skalisty głęboki

Nerw skalisty głęboki (łac. nervus petrosus profundus) – w anatomii człowieka nerw będący gałęzią nerwu szyjno-tętniczego wewnętrznego, odchodzący od splotu szyjno-tętniczego wewnętrznego. Nerw skalisty głęboki zawiera jedynie włókna współczulne. Przebijając otwór poszarpany wychodzi na powierzchnię zewnętrzną podstawy czaszki. Współtworzy wraz z nerwem skalistym większym nerw kanału skrzydłowego i stanowi korzeń współczulny zwoju skrzydłowo-podniebiennego.